# 松江英夫
松江 英夫 （まつえ ひでお）は、社会構想大学院大学　社会構想研究科　教授、デロイトトーマツグループ執行役（Chief Executive Thought Leader）、デロイトトーマツインスティテュート（DTI）代表、 デロイトトーマツコンサルティング合同会社執行役員パートナー。中央大学ビジネススクール大学院戦略研究科客員教授。事業構想大学院大学客員教授。大学院大学至善館　特任教授。経済同友会 経済・財政・金融・社会保障委員会　委員長/幹事。国際戦略経営研究学会理事。内閣府、経済産業省、国土交通省等の委員を歴任。Live News α（フジテレビ)金曜コメンテーター。真相報道バンキシャ！コメンテーター。

## 人物
埼玉県立浦和高等学校、早稲田大学商学部卒業(学生時代は早稲田大学雄弁会に所属)。同大学院公共経営研究科修士課程修了。経営戦略及び組織改革が専門。とりわけ、国内外のM&A、グローバル組織再編等の経営変革に関するコンサルティング業務を多数手掛ける。近年は産・官・学・メディアに精通し政策提言活動に従事。

## 公職
・経済産業省「我が国企業による海外M&A研究会」委員
・経済産業省「スマートかつ強靭な地域経済社会の実現に向けた研究会
・経済産業省「成長志向型の資源自立経済デザイン研究会」委員
・内閣官房「地方創生に資する金融機関等の特徴的な取組事例(大臣表彰)」選定に係る審査委員
・経済産業省「外国企業と日本企業の協業連携事例に関する研究会」委員
・内閣府「戦略的イノベーション創造プログラム(SIP)包摂的コミュニティプラットフォームの構築」ユーザー委員
・国土交通省「国土審議会　地域生活圏構想専門委員会」委員

## 出演番組

### テレビ
- グッド!モーニング（テレビ朝日） - コメンテーター、不定期
- 報道ステーション（テレビ朝日、2018年8月22日）- コメンテーター
- THE NEWSα（フジテレビ、2017年10月 - 2018年3月） - 水曜コメンテーター
- FNNプライムニュース α（フジテレビ、2018年4月 - 2019年3月）- 火曜コメンテーター
- Live News α（フジテレビ、2019年4月〜現在)　- 金曜コメンテーター
- 報道ライブ21 INsideOUT「タカラベnews＆talk」（BS11、2021年10月29日放送これが正しい日本のDX戦略）
- 日曜報道 THE PRIME（フジテレビ、2021年12月12日）
- 真相報道バンキシャ！(日本テレビ) - コメンテーター

### ラジオ
- マイあさラジオ（NHK第一、2016年5月 - 2017年3月）- 社会の見方、私の視点　解説者
- NHKジャーナル（NHK第一、2019年3月4日）

## 著書
- 『価値循環の成長戦略　人口減少下に“個が輝く”日本の未来図』(全体企画・監修、主筆　2024年4月30日　日経BP)
- 『価値循環が日本を動かす　日本減少を乗り越える新成長戦略』(全体監修、共著　2023年3月17日　日経BP)
- 『「脱・自前」の日本成長戦略』（新潮新書 2022年5月18日）
- 『両極化時代のデジタル経営〜ポストコロナを生き抜くビジネスの未来図』（全体監修、共著　ダイヤモンド社　2020年）
- 『６０分でわかるビジネスフレームワーク』（全体監修　技術評論社　2019年）
- 『自己変革の経営戦略～成長を持続させる3つの連鎖』 （ダイヤモンド社 2015年）
- 『クロスボーダーM&A成功戦略』（ダイヤモンド社 2012年）
- 『ポストM&A 成功戦略』（ダイヤモンド社 2008年）
- 『経営統合戦略マネジメント』（日本能率協会 2003年）